# 唐叔虞
唐叔虞（とうしゅくぐ、生没年不詳）は、中国の周の王族・諸侯。晋の前身である唐の建国者である。名は虞。字は子于。青銅器「叔夨方鼎」の銘文では、名は夨。

## 逸話
周の武王と邑姜のあいだの子として生まれた。邑姜がかれを身ごもったとき、夢に天帝が現れ、「わたしはその子を虞と名づけるよう命じる。その子に唐の地を与え、参星に子孫を養育させよう」といった。子が生まれると、その手に「虞」の形の掌紋があった。このために虞と命名された。武王が死去し、成王が即位すると、唐に反乱が起こったため、周公旦が唐を討ち滅ぼした。あるとき成王が叔虞と戯れて、桐の葉を削って珪を作り叔虞に与えると、「汝をここに封じよう」といった。太史の尹佚が日取りを選んで叔虞を国君に立てるよう奏上した。成王が「わたしが叔虞に珪を与えたのは戯れただけだ」というと、尹佚は「天子に戯れの言葉はありません。天子の言葉は史官が記録し、礼官が実行し、楽官がこれを歌うのです」と答えた。そこで成王は叔虞を唐に封じた。唐は黄河と汾水の東にある百里四方の国であった。このため唐叔虞と呼ばれた。唐叔虞が死去すると、子の燮が後を嗣いだ。